# Lebertiidae
Lebertiidae zijn  een familie van mijten. Bij de familie zijn drie geslachten met circa 140 soorten ingedeeld.

## Taxonomie
De volgende taxa zijn bij de familie ingedeeld: (onvolledig)
- Geslacht Estelloxus Habeeb, 1963
  - Estelloxus californiensis Habeeb, 1963
- Geslacht Lebertia Neuman, 1880
  - Ondergeslacht Eolebertia Gerecke, 2009
    - Lebertia danielei Gerecke, 2009

  - Ondergeslacht Mixolebertia Thor, 1906
    - Lebertia turcica Bursalı & Özkan, 2004
    - Lebertia helocrenica Gerecke, 2009
    - Lebertia lubovae Semenchenko & Tuzovskij, 2010
    - Lebertia magadanensis Tuzovsky, 2012
    - Lebertia mediterranea Gerecke, 2009
    - Lebertia oxa Gerecke, 2009
    - Lebertia remotus Tuzovskij, 2011
    - Lebertia sokolowi Tuzovskij & Semenchenko, 2009

  - Ondergeslacht Pilolebertia Thor, 1900
    - Lebertia insignis Neumann 1880
    - Lebertia porosa Thor, 1900
    - Lebertia chaunensis Tuzovskij
    - Lebertia ciliata Jin, 1997
    - Lebertia extendia Wang, Jin & Guo, 2016
    - Lebertia liangi Jin, 1994
    - Lebertia pectinata Guo, Jin & Zhang, 2005
    - Lebertia pseudociliata Guo, Jin & Zhang, 2005
    - Lebertia ramiseta Jin, 1994
    - Lebertia trifurcilla Jin, 1997

  - Ondergeslacht Brentalebertia Gerecke, 2008
    - Lebertia anatolica Esen & Dilkaraoglu, 2013
    - Lebertia erzurumensis Esen & Erman, 2013
    - Lebertia hupalupu Gerecke, 2009
    - Lebertia hygropetrica Gerecke, 2008

  - Ondergeslacht Lebertia Neuman, 1880
    - Lebertia alia Semenchenko & Tuzovskij, 2010
    - Lebertia aroania Gerecke, 2009
    - Lebertia intronata Gerecke, 2009
    - Lebertia marasensis Esen & Erman, 2015
    - Lebertia variolata Gerecke, 2009
    - Lebertia vegacabrerae Gerecke, 2009
    - Lebertia abseta Guo, Jin & Asadi, 2006[1]
    - Lebertia cylinderia Wang & Guo, 2016
    - Lebertia castalia Viets, 1925
    - Lebertia fimbriata Thor, 1899[2]
    - Lebertia glabra Thor, 1897
    - Lebertia maculosa Koenike, 1902
    - Lebertia martini Gülle & Boyacı, 2012
    - Lebertia pseudomaglioi Wang & Guo 2016
    - Lebertia schechteli Thor, 1913

  - Lebertia artaacetabula Marshall, 1912
  - Lebertia bracteata Viets, 1925
  - Lebertia brigantina Viets, 1933
  - Lebertia cognata Koenike, 1902
  - Lebertia distincta Marshall, 1914
  - Lebertia dubia Thor, 1899
  - Lebertia holsatica
  - Lebertia inaequalis (Koch, 1837)
  - Lebertia longiseta Bader, 1955
  - Lebertia martisensis Marshall, 1943
  - Lebertia minutipalpis Viets, 1920
  - Lebertia natans Viets, 1926
  - Lebertia needhami Marshall, 1943
  - Lebertia oblonga Koenike, 1911
  - Lebertia ontarioensis Marshall, 1929
  - Lebertia parmata Parmata, 1912
  - Lebertia pilosa
  - Lebertia pushorum Habeeb, 1968
  - Lebertia pusilla Koenike, 1911
  - Lebertia quinquemaculosa Marshall, 1929
  - Lebertia rivulorum Viets, 1933
  - Lebertia salebrosa Koenike, 1908
  - Lebertia sefvei Walter, 1911
  - Lebertia setosa Koenike, 1912
  - Lebertia sparsicapillata Thor, 1905
  - Lebertia stigmatifera Thor, 1900
  - Lebertia tyrrelli Koenike, 1912
  - Lebertia wolcotti Koenike, 1912
- Geslacht Paralebertia Tuzovskij, 2003